# Ceriagrion obfuscans
Ceriagrion obfuscans (лат.) — вид стрекоз из семейства стрелки (Coenagrionidae).
Восточная и южная Африка: Габон, Конго-Киншаса. На уровне от 350 до 440 м.

## Описание
Среднего размера металлически блестящие стрекозы (основная окраска красновато-коричневая, голова оранжево-красная, грудь и часть брюшка с возрастом чернеют), птеростигма тёмная. Длина тела около 4 см, крыла — около 3 см. Ширина заднего крыла 20,5 — 22,0 мм. Вид был впервые описан в 2015 году энтомологами Клаасом Дийкстра (Klaas-Douwe B. Dijkstra; Naturalis Biodiversity Center, Лейден, Нидерланды), Йенсом Киппингом (Jens Kipping; BioCart Environmental Consulting, Taucha/Лейпциг, Германия) и Николасом Мезьером (Nicolas Mézière; Куру, Французская Гвиана). Этот таксон из группы varians-group и сходен с видами Ceriagrion annulatum, Ceriagrion rubellocerinum (Ceriagrion platystigma) и Ceriagrion varians по своей экологии, генетике и морфологии.